# Musikerforeningen
Musikerforeningen blev grundlagt i 1865. Det bør ikke forveksles med Musikforeningen. Det bestod af pensionerede musikere fra København, og dirigenten af dette orkester var kongelig. Capellmeisters professor Holger Simon Paulli (indtil 1870). Musikerforeningen gav fem koncerter pr. Koncertsæson, inklusive kammerkoncerter. Koncerterne fandt sted i hallene i Casino (teater).
- Signale für die musikalische Welt, 1867